# St Albans (ort i Australien)
St Albans (engelska: Saint Albans) är en ort i Australien. Den ligger i kommunen Brimbank och delstaten Victoria, omkring 16 kilometer nordväst om delstatshuvudstaden Melbourne. Antalet invånare är 33 511.
Runt St Albans är det mycket tätbefolkat, med 1 819 invånare per kvadratkilometer.. Närmaste större samhälle är Melbourne, omkring 16 kilometer sydost om St Albans. 
Runt St Albans är det i huvudsak tätbebyggt. Genomsnittlig årsnederbörd är 971 millimeter. Den regnigaste månaden är juni, med i genomsnitt 115 mm nederbörd, och den torraste är januari, med 34 mm nederbörd.